# Бингер, Бриттани
Бри́ттани Би́нгер (англ. Brittany Binger; род. 24 марта 1987, Белвью, Огайо, США) — американская фотомодель. Была Playmate мужского журнала Playboy в июне 2007 года.

## Карьера
Бингер начала карьеру модели в возрасте 13 лет, подписав контракт с нью-йоркским модельным агентством Ford Models. По словам её отца, она всегда интересовалась работой моделью. В 2006 году она переехала в Калифорнию, а в июне 2007 года стала Playmate of the Month журнала Playboy.
После переезда в Калифорнию она снялась в нескольких передачах и сериалах, таких как «C.S.I.: Место преступления Нью-Йорк», Nick Cannon Presents: Wild 'n Out, Deal or No Deal, The Girls Next Door и в реалити-шоу Kendra.
Кроме работы в Ford Models, Бингер также представляет агентство Elite Model Management.

## Фильмография
| Год  |    | Русское название | Оригинальное название | Роль              |
| ---- | -- | ---------------- | --------------------- | ----------------- |
| 2008 | ки | CSI: NY          | CSI: NY               | модель, озвучка   |
| 2014 | ф  | Другая женщина   | The Other Woman       | «горячая девочка» |
| 2014 | ф  | Школа танцев     | School Dance          | Шала Тозис        |